# Bloody
A Bloody  (szó szerint magyarul véres) szitokszó a brit angolban, nagyjából a magyar kibaszott vagy rohadt szónak felel meg. Hasonló szitokszavak vannak a németben (blutig) és a franciában (sanglant) is. A szó invektív jelentésének eredetének több változata is létezik. a legnépszerűbb elmélet a 17. századi „aranyifjúság” nevéből (vérek), valamint a vérfogalom tabuja következtében. 
A szót ugyanazzal a jelentéssel használják az ausztrál angolban, az új-zélandi angolban és más nemzetközösségi országokban is. Az amerikai angolban ez a szó nem gyakori, és a brit angol sztereotip jellemzőjének számít.
A 19. századig ez a szó enyhe érzelmi indulatszó volt, a viktoriánus korszakban volt a legszigorúbb tabu, és a 20. század első felében ennek a szónak a megrázó ereje csökkent. 
Szintaktikailag a bloody szó köztes helyet foglal el a bevezető szavak és a mondattagok között, és definícióként és körülményként is funkcionálhat. Morfológiailag a határozószó tulajdonságai inkább jellemzőek rá, mint a melléknévre . Más expresszívekkel együtt a bloody infixként is működhet , azaz „beékelhető” más szavakkal. Szemantikailag általában az elégedetlenség kifejezésére szolgál, de ez az elégedetlenség nem mindig az általa meghatározott főnévre irányul, és amikor valaki más beszédét továbbítja, az elégedetlenséget a beszélő fejezi ki, nem pedig az, akinek a beszédét továbbítják.